# Костёл Святых Петра и Павла (Шклов)
Костёл Святых апостолов Петра и Павла (бел. Касцёл Святых апосталаў Пятра і Паўла, пол. kościół Śwętych Piotra i Pawła) — римско-католический приходской костёл Минско-Могилёвской архиепархии.Одна из важнейших христианских святынь Шклова.

## История
Католическая община в Шклове существует с XVI века, первый костёл упоминается в 1669 году. Бывший приходской костёл, построенный в 1784 году, был деревянным.
По мнению исследователя истории города А. Лукашевича, каменный костёл Петра и Павла был поставлен на фундаменте здания театра, построенного в 1780 году Зоричем.
25 мая 1847 года было освящена место строительства, после чего начались работы. Храм строился на пожертвования прихожан. В фондах Национального исторического архива Беларуси хранятся чертежи здания театра и проект костёла. Храм был освящен 12 августа 1849 года в честь Святых Апостолов Петра и Павла.
10 сентября 1863 года в костёле произошел пожар. Здание храма не пострадал, были повреждены боковой престол и некоторые церковные вещи. В начале XX века в костёле был проведен ремонт, о чем свидетельствует инвентарь 1907 года, где в описании храма имеются некоторые различия по сравнению с инвентарем 1899 года и уточнения.
В 1910 году костёл относился к Могилёвской архиепархии, Могилевско-Горецкий деканат.
В 1930-е годы здание было отобрано у верующих и превращен в кинотеатр. Во время Великой Отечественной войны костёл сохранился, значительных повреждений не было. В 1944 году в стенах были сделаны отверстия для закладки взрывчатки. В акте обследования памятника в 1946 году записано, что на здании сделана новая железная крыша, стены отштукатурены и окрашены в белый цвет. Штукатурка, плоские внутренние деревянные перекрытия и цементный пол были в хорошем состоянии.
В годы советской власти храм использовался вначале как кинотеатр, а позже как склад.
20 сентября 1999 года костёл был возвращён прихожанам и вновь освящён. Его освящение осуществил кардинал Казимир Свёнтек (архиепископ — митрополит Минско-Могилёвский).  В 2007 году был занесен в здание Список историко-культурных ценностей как объект историко-культурного наследия регионального значения.